# Parent narcissique
Un parent narcissique est un parent affecté d'un fort narcissisme ou d'un trouble de la personnalité narcissique. Typiquement, les parents narcissiques sont exclusivement proches de leurs enfants et de façon possessive, et ils peuvent être particulièrement envieux, et se sentir menacés par leur indépendance croissante. Il peut en résulter un type d'attachement narcissique, dans lequel l'enfant n'existe que pour répondre aux souhaits et aux besoins des parents. Pour la psychologie du développement, le parent narcissique nuira à l'enfant dans les champs du raisonnement, de l'émotionnel, de l'éthique et des comportements sociaux et des attitudes à mesure qu'il vieillira. Dans le domaine de la parentalité narcissique, les limites personnelles sont souvent ignorées dans le but de manipuler l'enfant afin de satisfaire les attentes de ses parents.
Les personnes narcissiques avec une faible estime d'eux-mêmes ressentent le besoin de contrôler le regard que les autres portent sur eux à cause de la crainte d'être blâmées ou rejetées et que leurs insuffisances personnelles soient exposées. Elles sont égocentriques, et parfois mégalomanes. Elles se préoccupent de leur image, et elles ont tendance à être inflexibles et à manquer d'empathie dans l'éducation des enfants.

## Caractéristiques
Le terme « narcissisme », comme l'utilisait Sigmund Freud dans son étude clinique, concernait les observations comportementales d'auto-glorification, d'estime de soi, de la peur de l'échec, la peur de perdre l'affection des gens, le recours à des mécanismes de défense, le perfectionnisme et conflits interpersonnels.
Le narcissisme tend à jouer avec les générations ; les parents narcissiques produisent des enfants narcissiques ou co-dépendants. Alors que la confiance en soi d'un parent (suffisamment bon) peut permettre à un enfant d'acquérir un développement autonome, le parent narcissique peut utiliser l'enfant comme moyen de promouvoir leur propre image. Le père en proie au self-enhancement admiré par un fils peut le laisser se sentir comme une marionnette face aux exigences émotionnelles et/ou intellectuelles de son père.
Pour maintenir leur estime de soi, et cacher leur vulnérabilité, les narcissiques ont besoin de contrôler le comportement des autres, particulièrement ceux de leurs enfants, considérés comme des extensions d'eux-mêmes. De tels parents narcissiques peuvent parler de « porter le flambeau », « maintenir l'image de la famille », ou « rendre maman ou papa fier » et peuvent reprocher à leurs enfants d'exposer leur « faiblesse », « être trop dramatique », ou ne répondant pas à la norme de « ce qui est attendu ». En conséquence, les enfants de narcissiques apprennent à « jouer leur rôle » et à « remplir leur compétence particulière », surtout en public ou face aux autres ; généralement ils ne gardent pas beaucoup de souvenirs sur la sensation d'avoir été aimé ou apprécié pour eux-mêmes, mais plutôt qu'ils dépendaient de leur conformité aux exigences du parent narcissique.
Les parents narcissiques destructeurs ont un pattern de comportements récurrents : être le centre de l'attention, exagérer, être à la recherche de compliments et humilier leurs enfants. La punition sous forme de blâmes, de critiques ou de chantage affectif, ainsi que les tentatives pour induire la culpabilité peuvent être utilisées pour assurer la conformité avec les souhaits des parents et leurs besoins en approvisionnements narcissiques.

## Enfants de narcissiques
Certains enfants peuvent observer la façon dont les parents égoïstes obtiennent la satisfaction de leurs besoins, et apprendre ainsi comment manipuler et utiliser la culpabilité. Ils développent un faux-self et utilisent l'agression et l'intimidation pour obtenir satisfaction. Les conséquences les plus courantes de la parentalité narcissique sont d'éprouver une sensation de vide, d'insécurité dans les relations amoureuses, avoir des peurs injustifiées, de la méfiance vis-à-vis des autres, des conflits d'identité et l'incapacité à avoir une existence unique, indépendante de celle du parent.
Les enfants sensibles, culpabilisés, apprennent à répondre aux besoins de leurs parents par la satisfaction et essayent d'obtenir leur amour en s’accommodant aux caprices et aux désirs du parent. Les sentiments de l'enfant sont ignorés, déniés, et éventuellement réprimés dans le but de gagner "l'amour" des parents. Culpabilité et honte sont enfouies chez l'enfant, créant un trouble du développement. Leurs pulsions agressives et de rage se clivent et ne sont plus intégrées au développement normal. Ces enfants développent un faux self comme mécanisme de défense et deviennent codépendants dans leurs relations. Le déni inconscient du vrai self de l'enfant perpétue un cycle de haine de soi, en craignant un retour de leur soi authentique.
La parentalité narcissique conduit souvent à des enfants victimisés ou qui se moquent d'eux-mêmes, à une hypersexualité (entraînée par les médias), à avoir une mauvaise image de leur corps (ou une vision déformée de celui-ci), à avoir tendance à utiliser et/ou abuser de drogues ou d'alcool, à réaliser des modifications corporelles telles que des piercings ou tatouages, ou à agir (de manière potentiellement nuisible) pour attirer l'attention.

## Dans la littérature
- Sons and Lovers a exploré le thème de la mère narcissique[16].
- The Metamorphosis a exploré le thème du père narcissique[16].
- Les difficultés de Sylvia Plath ont été associées à un besoin de plaire à un père narcissique en l'affichant publiquement[17].
- Le roman Loverboy de l'auteur Victoria Redel est écrit du point de vue d'une mère présentant des caractéristiques de la parentalité narcissique extrême[18].

## Lectures supplémentaires
- Gardner, F 'To Enliven Her Was My Living':Thoughts On Compliance And Sacrifice As Consequences Of Malignant Identification With A Narcissistic Parent British journal of psychotherapy Volume 21 Issue 1, Pages 49 – 62 (2006)
- Brown, Nina W. Children of the Self-Absorbed: A Grown-up's Guide to Getting over Narcissistic Parents (2008)
- Campbell, Lady Colin Daughter of Narcissus: A Family's Struggle to Survive Their Mother's Narcissistic Personality Disorder (2009)
- Donaldson-Pressman, S & Pressman, RM The Narcissistic Family: Diagnosis and Treatment (1997)
- Golomb, Elan Trapped in the Mirror Adult Children of Narcissists in their Struggle for Self (1995)
- Hotchkiss, Sandy & Masterson, James F. Why Is It Always About You? : The Seven Deadly Sins of Narcissism (2003) – see Chapter 9 – The Narcissistic Parent
- McBride, Karyl Will I Ever Be Good Enough?: Healing the Daughters of Narcissistic Mothers (2009)
- Miller A The Drama of the Gifted Child, How Narcissistic Parents Form and Deform the Emotional Lives of their Talented Children (1981)
- Nazare-Aga, Isabelle Les parents manipulateurs (2014)
- Payson, Eleanor The Wizard of Oz and Other Narcissists: Coping with the One-Way Relationship in Work, Love, and Family (2002) – see Chapter 5
- Pinsky, Drew The Mirror Effect: How Celebrity Narcissism is Seducing America (2009) - see Chapter 8
- Twenge, Jean M & Campbell, W. Keith The Narcissism Edidemic: Living in the Age of Entitlement (2009) - see Chapter 5